# Artemis 1
Artemis 1, oficialmente denominada como Artemis I (en español, Artemisa 1), fue una misión en órbita lunar sin tripulación. Como el primer gran vuelo espacial del programa Artemis de la NASA, Artemis 1 marcó el regreso de la agencia a la exploración lunar que comenzó originalmente como el programa Apolo décadas antes. Fue la primera prueba de vuelo integrada de la nave espacial Orión y el cohete del Sistema de lanzamiento espacial (SLS). Su objetivo principal era probar la nave espacial Orión, especialmente su escudo térmico, en preparación para las posteriores misiones Artemis. Estas misiones buscan restablecer una presencia humana en la Luna y demostrar tecnologías y enfoques comerciales necesarios para futuros estudios científicos, incluida la exploración de Marte.
La nave espacial Orion para Artemis 1 se apiló el 20 de octubre de 2021, marcando la primera vez que se apila un vehículo de lanzamiento de carga superpesada dentro del edificio de ensamblaje de vehículos (VAB) de la NASA desde el último Saturno V en 1973. El 17 de agosto de 2022, el vehículo completamente apilado se puso en marcha para su lanzamiento después de una serie de retrasos causados por dificultades en las pruebas previas al vuelo. Los dos primeros intentos de lanzamiento se cancelaron debido a una lectura defectuosa de la temperatura del motor el 29 de agosto de 2022 y una fuga de hidrógeno durante el abastecimiento de combustible el 3 de septiembre de 2022. Artemis 1 se lanzó con éxito desde el Centro Espacial Kennedy el 16 de noviembre de 2022 a las 06:47:44 UTC (01:47:44 EST).
El cohete SLS se lanzó desde el Complejo de lanzamiento 39B del Centro Espacial Kennedy con la nave espacial Orión a bordo para una misión espacial planificada de 25 días. Después de alcanzar rápidamente la órbita terrestre, la etapa superior se separó y realizó una inyección translunar (quemar a la Luna) antes de desplegar diez satélites CubeSat. La nave espacial Orión completó un sobrevuelo de la Luna el 21 de noviembre, entró en una órbita retrógrada distante durante seis días y completó un segundo sobrevuelo de la Luna el 25 de noviembre.
La nave espacial Orión luego regresó y volvió a entrar en la atmósfera terrestre con la protección de su escudo térmico, y amerizó de manera exitosa en el Océano Pacífico el 11 de diciembre. La misión tenía como objetivo certificar Orión y el Sistema de Lanzamiento Espacial para vuelos tripulados comenzando con Artemis 2, que está programado para realizar un sobrevuelo lunar tripulado en 2026. Después de Artemis 2, Artemis 3 consistirá un alunizaje tripulado cinco décadas después de la Apolo 17, la última misión lunar tripulada.

## Visión general
La misión Artemis 1 se lanzó utilizando la variante Bloque 1 del Sistema de Lanzamiento Espacial. Este bloque consta de una etapa central, dos propulsores de cohetes sólidos (SRB) de cinco segmentos y una etapa superior. La etapa central utilizó cuatro motores RS-25D, los cuales volaron previamente en misiones del transbordador espacial.

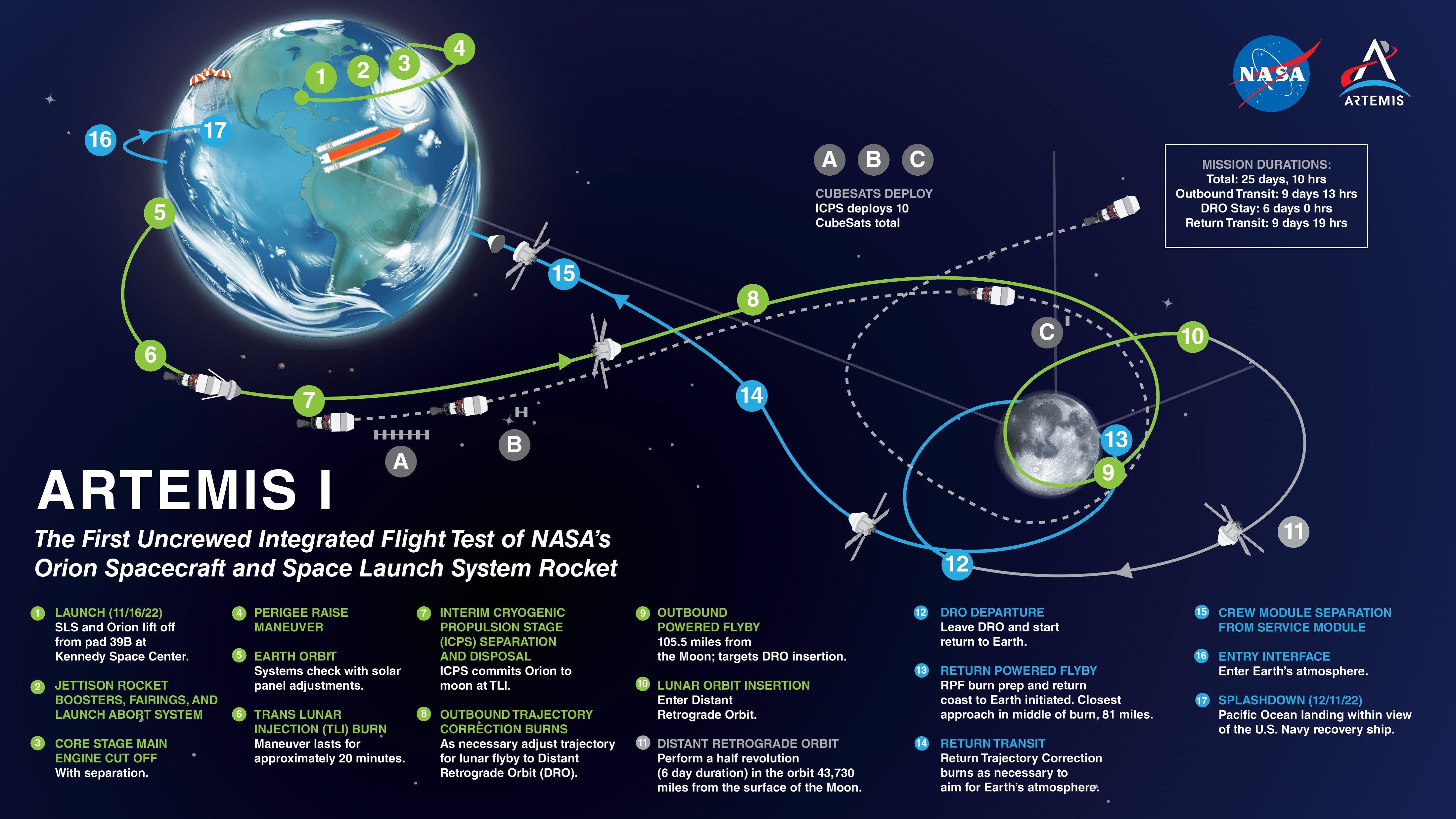
Resumen de la misión Artemisa I

El núcleo y los propulsores juntos produjeron 39.000 kilonewtons (8.767.552 lbf), o unas 4.000 toneladas métricas de empuje en el despegue. 
La etapa superior, conocida como etapa de propulsión criogénica provisional (ICPS), se basó en la segunda etapa criogénica Delta y está propulsada por un motor RL10B-2 para Artemis I.
Tras ponerse en órbita, el ICPS activó su motor para el encendido de inyección translunar (TLI), que posicionó a Orión y los diez CubeSats en trayectoria hacia la Luna. Luego, la nave se separó del ICPS y continuó rumbo hacia el espacio lunar. Después de la separación, el adaptador de etapa ICPS desplegó los diez Cubesats que realizarán investigaciones científicas y demostraciones tecnológicas.
Orión pasó tres semanas y media en el espacio, incluidas las dos semanas en órbita lunar, de los cuales casi seis días fueron en una órbita retrógrada distante a la Luna. 
Dentro de sus días orbitando a la Luna, tuvo varios hitos:
- Dos aproximaciones cercanas a la superficie lunar, el 21 de noviembre (12:44 UTC) a 130 km de la superficie y el 5 de diciembre (16:43 UTC) pasando a casi 129 km de la superficie lunar.
- Orión logró la distancia máxima que una nave espacial diseñada para transportar humanos ha estado, alcanzando los 432.194 km de la Tierra.

Preparando su regreso a la Tierra, gracias al sobrevuelo motorizado del 5 de diciembre, Orión se impulsó en dirección hacia la Tierra.
El 11 de diciembre (17:00 UTC) se separó el módulo de servicio europeo de Orión previo al nuevo reingreso en la atmósfera terrestre. La nave amerizó el 11 de diciembre de 2022 a las 17:41 UTC frente a la costa de Baja California, en el océano Pacífico.

### Cronología de la misión
| Fecha                 | Hora (UTC)        | Evento                                        |
| Lanzamiento           | Lanzamiento       | Lanzamiento                                   |
| --------------------- | ----------------- | --------------------------------------------- |
| 16 de noviembre       | 6:47:44           | Despegue                                      |
| 16 de noviembre       | 6:49:56           | Separación de propulsores de cohetes sólidos  |
| 16 de noviembre       | 6:50:55           | Carenado del módulo de servicio desechado     |
| 16 de noviembre       | 6:51:00           | Sistema de aborto de lanzamiento desechado    |
| 16 de noviembre       | 6:55:47           | Corte del motor principal de la etapa central |
| 16 de noviembre       | 6:55:59           | Etapa central y separación ICPS               |
| 16 de noviembre       | 7:05:53 – 7:17:53 | Despliegue del panel solar Orión              |
| 16 de noviembre       | 7:40:40 – 7:41:02 | Maniobra de elevación del perigeo             |
| 16 de noviembre       | 8:17:11 – 8:35:11 | Quemadura por inyección translunar            |
| 16 de noviembre       | 8:45:20           | Separación Orión/ICPS                         |
| 16 de noviembre       | 8:46:42           | Quemadura de separación de etapa superior     |
| 16 de noviembre       | 10:09:20          | Quema de eliminación de ICPS                  |
| Rumbo a la Luna       |                   |                                               |
| 16 de noviembre       | 14:35:15          | Primer encendido de corrección de trayectoria |
| 17 al 20 de noviembre |                   | Fase de conducción por inercia de salida      |
| 21 de noviembre       | 12:44             | Sobrevuelo motorizado de salida lunar         |
| Orión en órbita lunar |                   |                                               |
| 21 al 24 de noviembre |                   | Tránsito a órbita retrógrada distante (DRO)   |
| 25 al 30 de noviembre | En DRO            |                                               |
| 1 de diciembre        | 21:53             | Primer encendido de salida de DRO             |
| 1 al 4 de diciembre   |                   | Salida de DRO                                 |
| 3 de diciembre        | 22:45             | Reingreso a esfera de influencia lunar        |
| 4 de diciembre        | 16:43             | Segundo encendido de salida de DRO            |
| Regreso a la Tierra   |                   |                                               |
| 5 de diciembre        | 16:43             | Sobrevuelo motorizado de regreso              |
| 5 al 11 de diciembre  |                   | Tránsito de regreso                           |
| Reingreso a la Tierra |                   |                                               |
| 11 de diciembre       | 17:00             | Separación de módulo de servicio              |
| 11 de diciembre       | 17:20             | Interfaz de entrada del módulo de tripulación |
| 11 de diciembre       | 17:24             | Inicio de reentrada en la atmósfera terrestre |
| 11 de diciembre       | 17:36             | Despliegue de tres paracaídas de frenado      |
| 11 de diciembre       | 17:37             | Despliegue de paracaídas principales          |
| 11 de diciembre       | 17:40:30          | Amerizaje                                     |

## Historia
El 16 de enero de 2013, la NASA anunció que la Agencia Espacial Europea construirá el Módulo de Servicio Europeo basado en su vehículo de transferencia automatizado, por lo que el vuelo también podría considerarse como prueba de productos de la ESA y Estados Unidos, y de cómo interactúan estos componentes de la ESA con los componentes de American Orion.
El módulo de pruebas Exploration Flight Test-1 (EFT-1) se construyó conscientemente de forma para comprobar que si se añadían todos los componentes faltantes (asientos, sistemas de soporte vital), no conseguiría alcanzar el objetivo.
En enero de 2015, la NASA y Lockheed anunciaron que la estructura primaria en la nave espacial Orion sería hasta un 25 % más ligera en comparación con la anterior. Esto se lograría reduciendo el número de paneles cónicos de seis (EFT-1) a tres (Artemis 1), reduciendo el número total de soldaduras de 19 a 7, ahorrando la masa adicional de material de soldadura. Otros ahorros considerables se deberían a la revisión de sus diversos componentes y cableado. La nave Orión para la misión Artemis 1, estuvo equipada con un sistema de soporte vital completo y asientos de la tripulación, pero no llevó tripulación. En su lugar, los asientos estuvieron ocupados por tres maniquíes con los que se pudo probar el efecto de la radiación.

### Estudio sobre una tripulación en Artemis 1
Esta misión se realizó sin tripulación, sin embargo, la NASA inició un estudio en 2017 para investigar una posible versión tripulada. La misión tripulada consistiría en un equipo compuesto de dos astronautas, y la duración del vuelo sería más corto por razones de seguridad. El 12 de mayo de 2017, la NASA reveló que no enviaría astronautas al espacio con la misión Artemis 1 después de varios meses de estudio de factibilidad. Durante el transcurso del estudio del proyecto la NASA barajó opciones factibles para esta prueba, como agregar una escotilla a la nave Orión, en lugar de una cubierta metálica.

### Estudio sobre un lanzador alternativo
El 13 de marzo de 2019, el administrador de la NASA, Jim Bridenstine, informó frente a una audiencia del Senado que la NASA estaba considerando trasladar la nave espacial Orión a su lugar de lanzamiento para cumplir con su programa y poderlo enviar al espacio a mediados de 2020, declarando que "el sistema de lanzamiento espacial está luchando para cumplir con su cronograma" y que "ahora entendemos mejor la complejidad de este proyecto y que necesitará un tiempo adicional". También informó que la NASA estaba considerando enviar al espacio la nave espacial Orión en vehículos comerciales como Falcon Heavy o Delta IV Heavy. La misión requeriría dos lanzamientos: uno para colocar la nave espacial Orion en órbita alrededor de la Tierra, y otro para llevar una etapa superior. Ambos vehículos se acoplarían en plena órbita terrestre y más tarde, se activaría la etapa superior para enviar la nave Orion destino a la Luna. Lo más vulnerable sería llevar a cabo el acoplamiento, puesto que la NASA no tiene previsto acoplar cápsulas tripulada hasta que no se efectúe la misión Artemis 3. A mediados de 2019 se decidió dejar la idea en suspenso, debido a la finalización de otro estudio que llevaría a retrasar aún más la misión.

### Preparativos para el lanzamiento

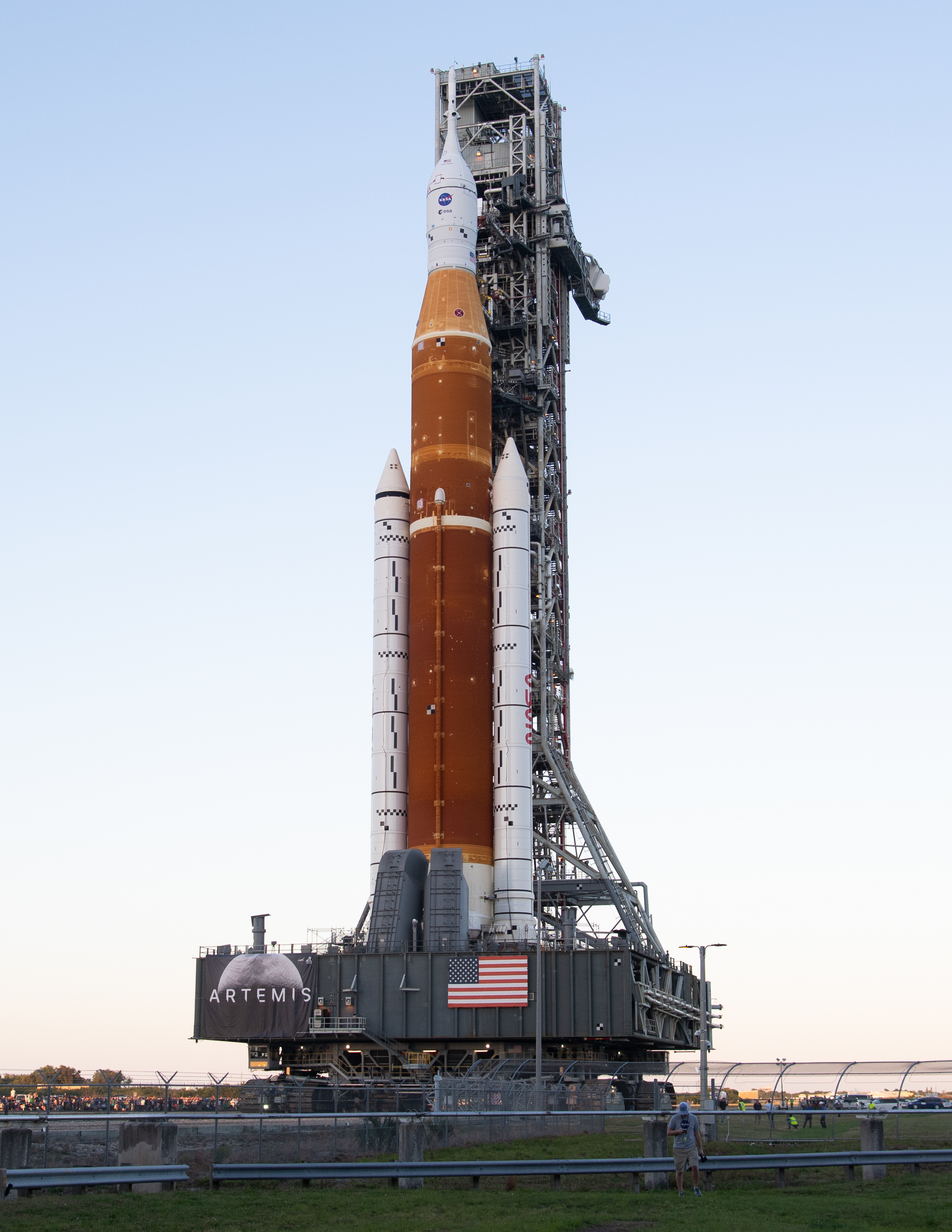
Primera puesta en marcha de SLS en marzo de 2022; luego se devolvió para reparaciones

El 17 de marzo de 2022, Artemis 1 salió por primera vez de High Bay 3 desde el edificio de ensamblaje de vehículos (VAB) para realizar un ensayo general húmedo (WDR) previo al lanzamiento. El intento inicial de WDR, el 3 de abril, se eliminó debido a un problema de presurización del lanzador móvil. Un segundo intento de completar la prueba se frustró el 4 de abril, después de problemas con el suministro de nitrógeno gaseoso al complejo de lanzamiento, temperaturas de oxígeno líquido y una válvula de ventilación atascada en una posición cerrada.
Durante los preparativos para un tercer intento, una válvula de retención de helio en la etapa superior del ICPS se mantuvo en una posición semiabierta con una pequeña pieza de goma que se originaba en uno de los brazos umbilicales del lanzador móvil, lo que obligó a los conductores de prueba a retrasar la carga de combustible de la etapa hasta que la válvula podría ser reemplazada en el VAB. El tercer intento de terminar la prueba no incluyó repostar la etapa superior. El tanque de oxígeno líquido del cohete comenzó a cargarse con éxito. Sin embargo, durante la carga de hidrógeno líquido en la etapa central, se descubrió una fuga en la placa umbilical del mástil de servicio de cola, ubicada en el lanzador móvil en la base del cohete, lo que obligó a otra finalización anticipada de la prueba.
La NASA eligió hacer rodar el vehículo de regreso al VAB para reparar la fuga de hidrógeno y la válvula de retención de helio ICPS mientras actualizaba el suministro de nitrógeno en LC-39B después de interrupciones prolongadas en los tres ensayos previos de vestuario húmedo. Artemis 1 se reintegró al VAB el 26 de abril. Después de que se completaron las reparaciones y actualizaciones, el vehículo Artemis 1 pasó a LC-39B por segunda vez el 6 de junio para completar la prueba.
Durante el cuarto intento de ensayo general húmedo el 20 de junio, el cohete estaba completamente cargado con propulsor en ambas etapas. Aun así, debido a una fuga de hidrógeno en la conexión de desconexión rápida del umbilical del mástil de servicio de cola, la cuenta regresiva no pudo alcanzar la marca planificada de T-9.3 segundos y se detuvo automáticamente en T-29 segundos. Los administradores de la misión de la NASA pronto determinaron que habían completado casi todos los objetivos de prueba planificados y declararon que la campaña WDR estaba completa.
El 2 de julio, la pila de Artemis 1 se devolvió al VAB para los preparativos finales del lanzamiento y para reparar la fuga de hidrógeno en la desconexión rápida antes de un lanzamiento previsto en dos ventanas de lanzamiento: el 29 de agosto y el 5 de septiembre. El SLS pasó la revisión de preparación para el vuelo el 23 de agosto, verificando cinco días antes de la primera oportunidad de lanzamiento.

### Intentos iniciales de lanzamiento
Estaba previsto que el abastecimiento de combustible comenzara justo después de la medianoche del 29 de agosto de 2022, pero se retrasó una hora debido a las tormentas en alta mar, y no comenzó hasta la 1:13 a. m. EDT. Antes del lanzamiento previsto a las 8:33 a. m., se observó que el motor 3 de los cuatro motores del cohete estaba por encima del límite máximo de temperatura permitido para el lanzamiento. Otras dificultades técnicas fueron un retraso de once minutos en las comunicaciones entre la nave y el control a tierra, una fuga de combustible y una grieta en la espuma aislante de las juntas de conexión entre los tanques de hidrógeno líquido y oxígeno líquido. La NASA canceló el lanzamiento después de una retención no planificada y de que expirara la ventana de lanzamiento de dos horas. Una investigación reveló que un sensor que no se utilizaba para determinar la preparación para el lanzamiento estaba defectuoso y mostraba una temperatura erróneamente alta para el motor 3.
Tras el primer intento, se programó un segundo intento de lanzamiento para la tarde del 3 de septiembre. La ventana de lanzamiento se habría abierto a las 2:17 p. m. EDT, o 18:17 UTC, y duró dos horas. El lanzamiento se interrumpió a las 11:17 a. m. debido a una fuga en la línea de suministro de combustible en un brazo de servicio que se conecta a la sección del motor. La causa de la fuga era incierta. Los operadores de la misión investigaron si una sobrepresurización de la línea de hidrógeno líquido de la interfaz de desconexión rápida durante el intento de lanzamiento podría haber dañado un sello, permitiendo que el hidrógeno se escapara.
Los operadores del lanzamiento decidieron la fecha para el siguiente intento de lanzamiento; la primera oportunidad posible era el 19 de septiembre hasta que los responsables de la misión declararon que el 27 de septiembre, y luego el 30 de septiembre, sería la fecha más temprana absoluta, ya que la NASA había reparado con éxito la fuga. Un lanzamiento en septiembre habría exigido que el polígono oriental de la Fuerza Espacial de los Estados Unidos aceptara una prórroga en la certificación del sistema de terminación de vuelo del cohete, que destruye el cohete en caso de que se desvíe de su curso y se dirija a una zona poblada; se llevó a cabo el 22 de septiembre. Sin embargo, las previsiones desfavorables de la trayectoria de la entonces tormenta tropical Ian llevaron a los responsables del lanzamiento a suspender el intento de lanzamiento del 27 de septiembre y a iniciar los preparativos para el retroceso de la pila al edificio de ensamblaje de vehículos. En la mañana del 26 de septiembre, se tomó la decisión de retroceder esa misma tarde.
Para centrarse en la resolución de problemas del SLS, la NASA decidió renunciar a cualquier intento de lanzamiento en la ventana de lanzamiento que termina el 6 de septiembre. Una vez reparada satisfactoriamente la fuga, la siguiente oportunidad de lanzamiento fue inicialmente el 27 de septiembre de 2022 antes de que las previsiones de trayectoria de la entonces tormenta tropical Ian provocaran un retraso meteorológico. El 12 de noviembre, tras otro retraso debido al huracán Nicole, los responsables de lanzamiento de la NASA decidieron solicitar oportunidades de lanzamiento para el 16 de noviembre y el 19 de noviembre. Inicialmente solicitaron una oportunidad para el día 14, pero la tormenta tropical Nicole lo impidió. A medida que se acercaba la tormenta, la NASA decidió dejar el cohete en la plataforma de lanzamiento, alegando una baja probabilidad de que la velocidad del viento superara los límites de diseño del cohete. Se esperaba que las velocidades del viento alcanzaran las 46,7 km/h, con ráfagas de hasta 74,0 km/h. Nicole tocó tierra como huracán de categoría 1 el 9 de noviembre, con velocidades de viento sostenidas en el Centro Espacial Kennedy que alcanzaron las 136,8 km/h, y rachas de hasta 160,9 km/h, superando las especificaciones de diseño del cohete. Una vez que la tormenta se disipó, la NASA inspeccionó el cohete en busca de daños físicos y realizó comprobaciones electrónicas de salud. El 15 de noviembre, el equipo de gestión de la misión dio el "visto bueno" para comenzar a preparar completamente el lanzamiento, y los procedimientos principales de tanqueo comenzaron a las 3:30 p. m. EST (8:30 p. m. UTC).

## El vuelo

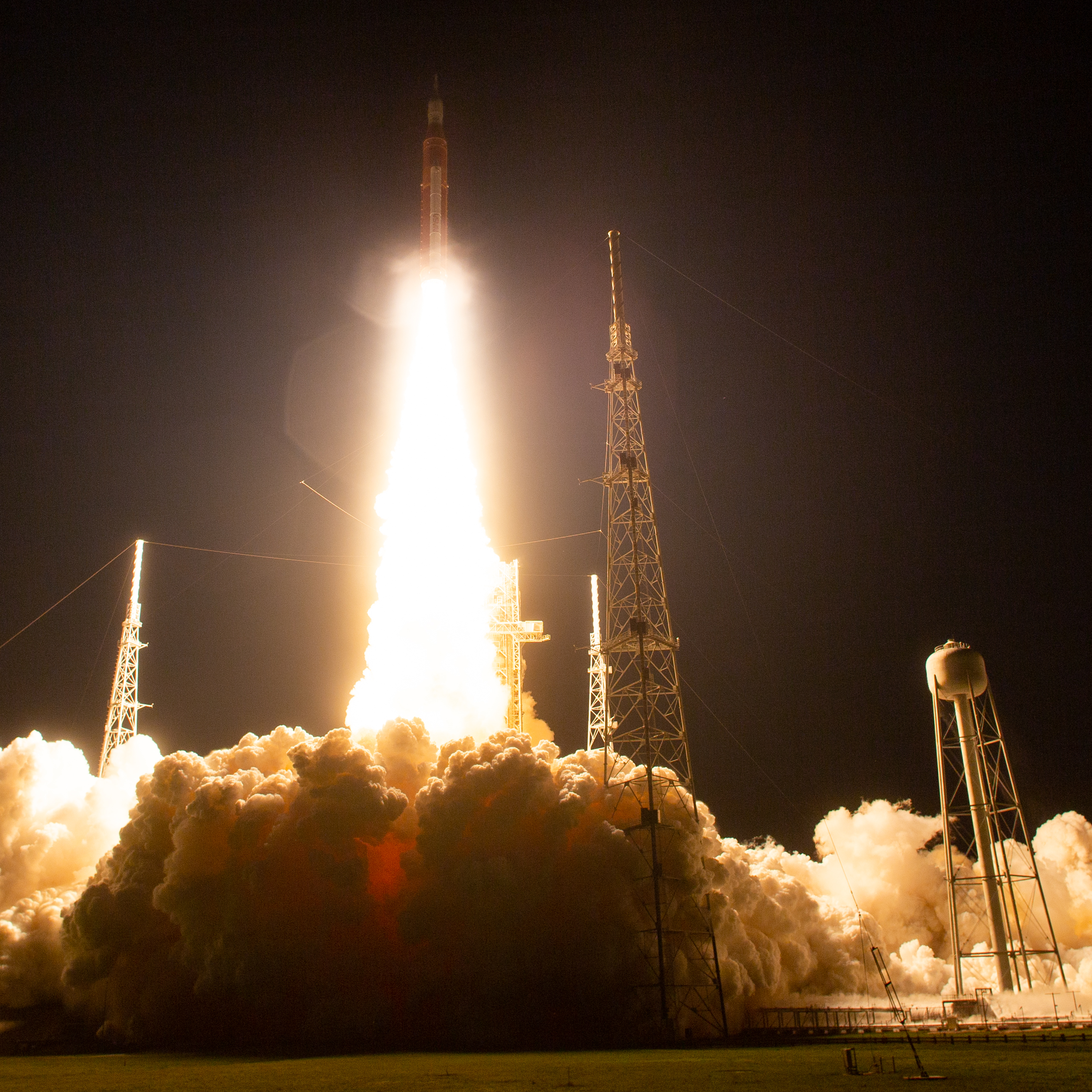
Lanzamiento del Artemis I

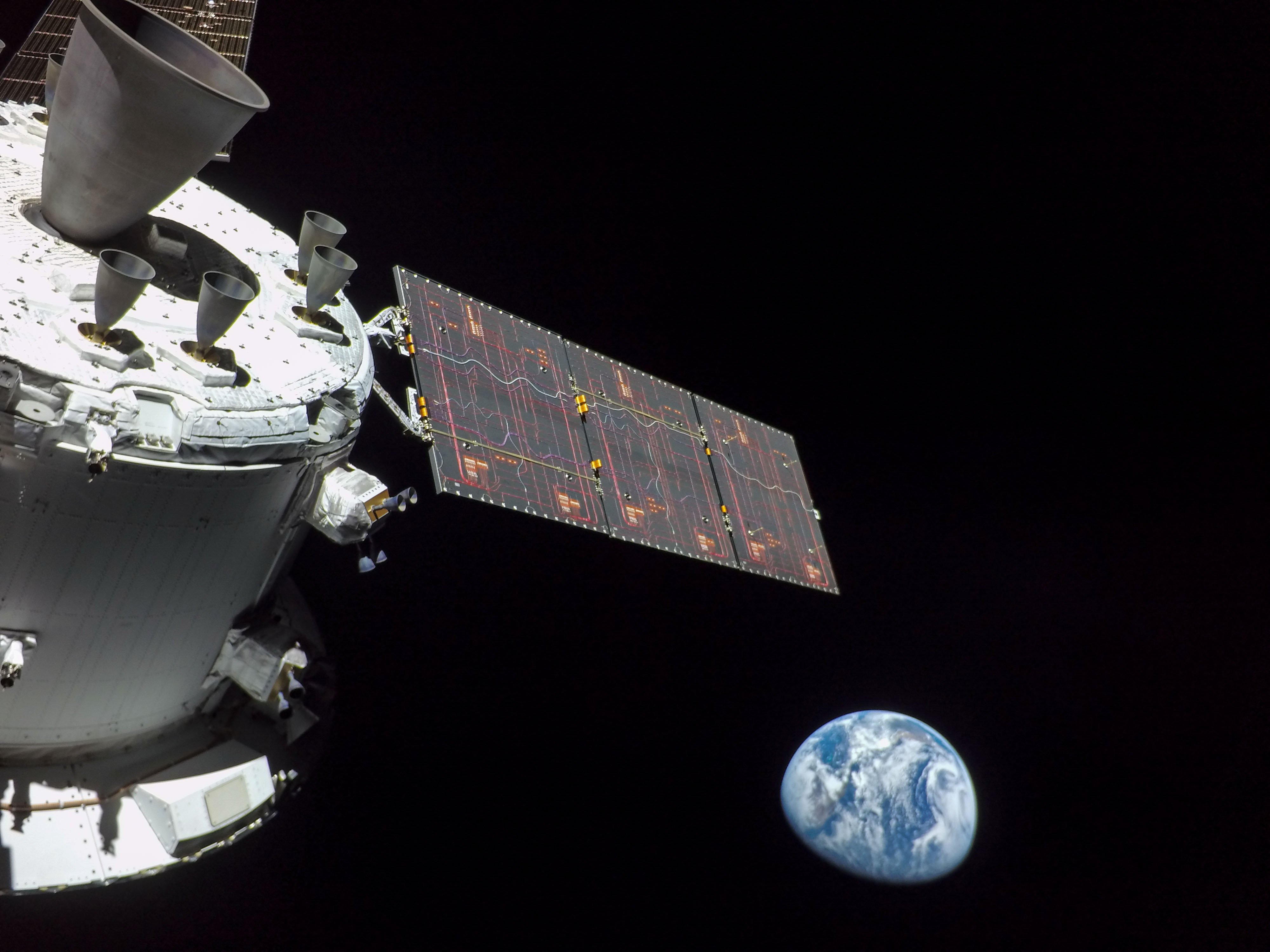
La Tierra vista desde la nave Orión tras la inyección translunar

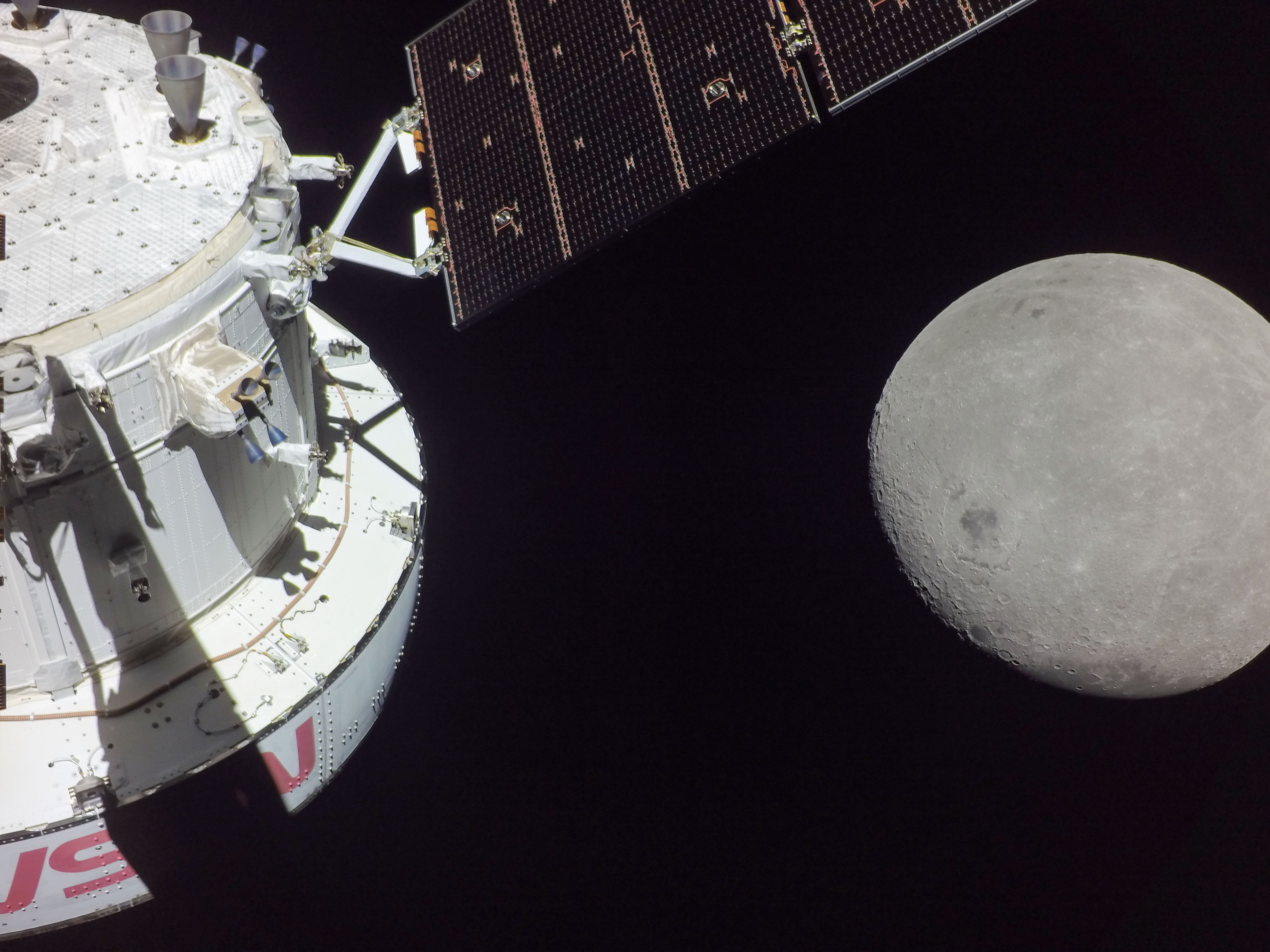
La Luna, vista desde Orión, mientras la nave espacial realizaba un sobrevuelo cercano al satélite

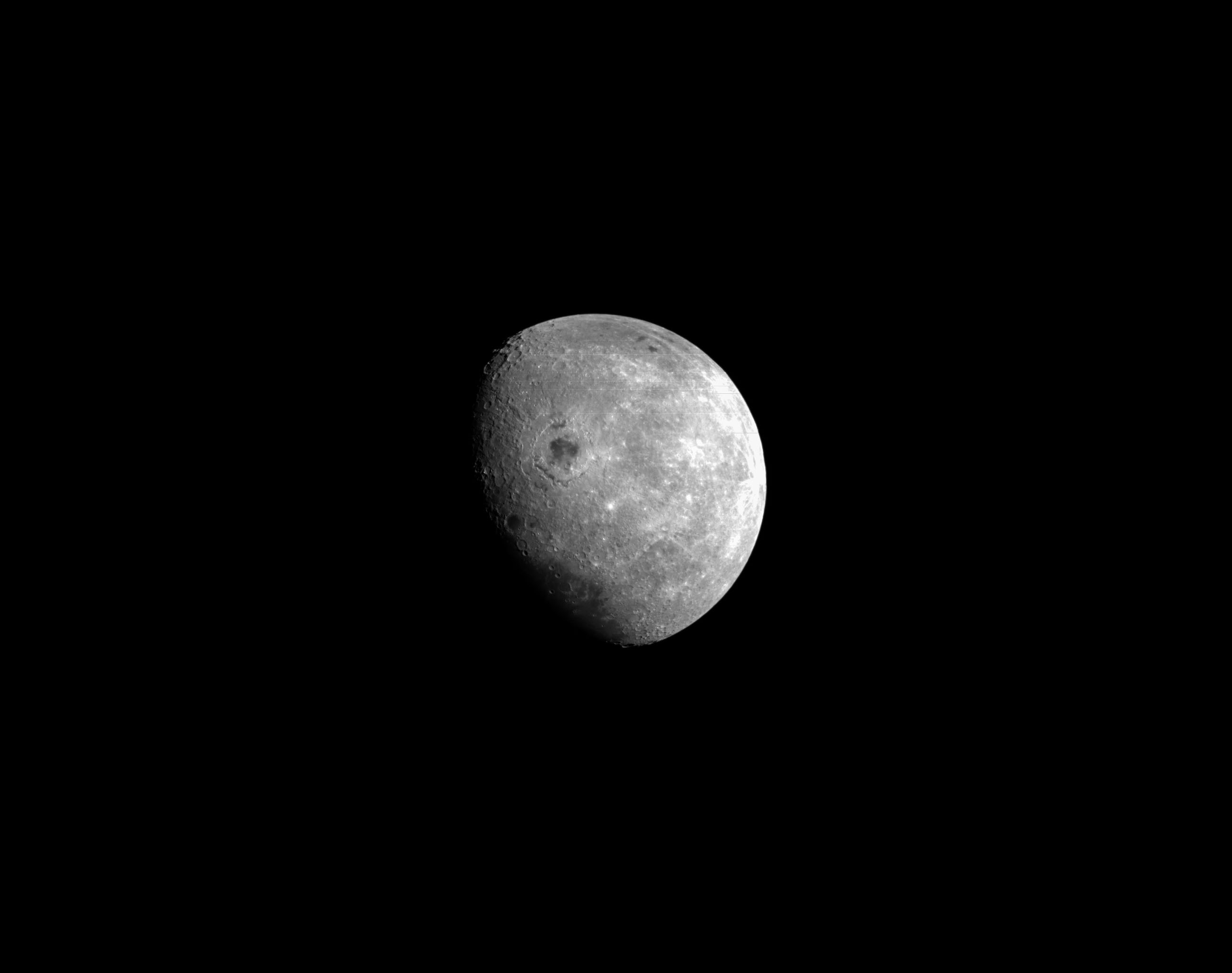
La Luna vista desde Orión en el sexto día de la misión

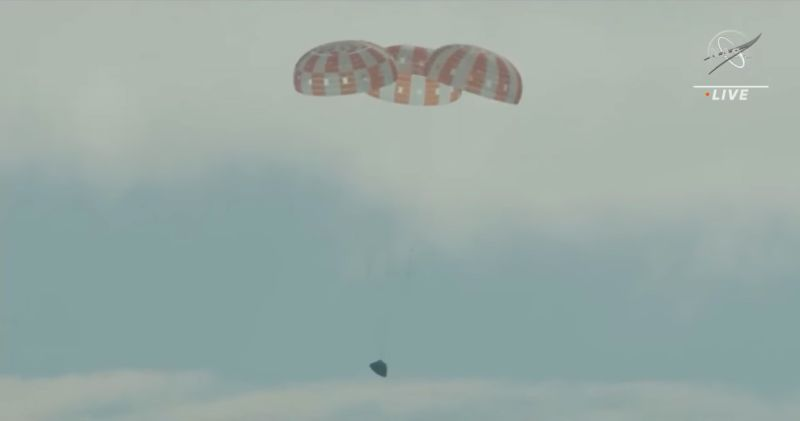
Orión descendiendo en paracaídas el 11 de diciembre de 2022

### Lanzamiento
El 16 de noviembre de 2022 a las 1:47:44 a. m. EST (6:47:44 UTC), Artemis 1 se lanzó con éxito desde el Complejo de lanzamiento 39B en el Centro Espacial Kennedy, la primera vez en casi 50 años que la NASA lanza un cohete destinado a viajes tripulados a la luna, siendo la última vez el Apolo 17.
Este lanzamiento también es el primero desde el 2009 cuando el cohete Ares I-X despegó en ese mismo complejo de lanzamiento. La nave espacial Orión y el ICPS se colocaron en una órbita nominal después de separarse del sistema de lanzamiento espacial, alcanzando la órbita aproximadamente 8 minutos después del lanzamiento.

### Órbita lunar
Ochenta y nueve minutos después del despegue, el ICPS disparó durante aproximadamente dieciocho minutos para una quemadura de inyección translunar (TLI). Después de eso, Orión se separó de la etapa expandida y encendió sus propulsores auxiliares para alejarse con seguridad mientras comenzaba su viaje a la Luna. El ICPS luego desplegó 10 CubeSats como cargas útiles secundarias desde el Orion Stage Adapter. A las tres horas y media después del lanzamiento se completó una quema final para colocarse en una órbita heliocéntrica.
El quinto día de vuelo, 20 de noviembre de 2022 a las 1:09 p. m. CST, la nave espacial Orión entró en la esfera de influencia lunar, por lo que la fuerza gravitacional de la Luna se volvió más fuerte que la de la Tierra en relación con la nave espacial.
El 21 de noviembre de 2022, Orión perdió la comunicación con la NASA cuando pasó detrás de la Luna desde las 7:25 a. m. UTC a las 7:59 a. m. Por lo tanto, durante una maniobra controlada por IA, el primero de un par de encendidos que alteran la trayectoria, llamados "encendidos de sobrevuelo con motor de salida", para hacer la transición de Orión a una órbita retrógrada distante comenzó a las 7:44 a. m. CST. El motor del sistema de maniobra orbital se encendió durante dos minutos y treinta segundos. Mientras aún era autónomo, Orión hizo su aproximación lunar más cercana a aproximadamente 150 km sobre la superficie a las 7:57 a. m. La nave espacial realizará el segundo y último sobrevuelo motorizado de salida el 25 de noviembre.

### Reentrada y amerizaje
La nave se separó de su módulo de servicio alrededor de las 17:00 UTC del 11 de diciembre de 2022 y volvió a entrar en la atmósfera terrestre a las 17:20 UTC viajando a unos 40.000 km/h. Fue la primera vez que los Estados Unidos utilizaron una "entrada en vacío", también conocida como entrada atmosférica no balística en la atmósfera, de la que fue pionera la Zond 7, en la que dos fases de deceleración expondrían a los ocupantes humanos a fuerzas G relativamente menos intensas que las que se experimentarían durante una reentrada al estilo Apolo.
El amerizaje de la cápsula Orion tuvo lugar a las 17:40 UTC (9:40 PST) al oeste de Baja California, cerca de la isla Guadalupe. El personal de la NASA y la tripulación del USS Portland recuperaron la nave tras el amerizaje y unas horas más de pruebas en el océano.

## Carga útil de Orión
La nave espacial Orion llevó tres maniquíes con forma de astronauta equipados con sensores para proporcionar datos sobre lo que los miembros de la tripulación pueden experimentar durante un viaje a la Luna. El primer maniquí, llamado "Capitán Moonikin Campos" (llamado así por Arturo Campos, un ingeniero de la NASA durante el programa Apolo), ocupa el asiento del comandante dentro de Orion y está equipado con dos sensores de radiación en su traje Orion Crew Survival System, que los astronautas usarán durante el lanzamiento, la entrada y otras fases dinámicas de sus misiones. El asiento del comandante también tiene sensores para registrar datos de aceleración y vibración durante la misión.

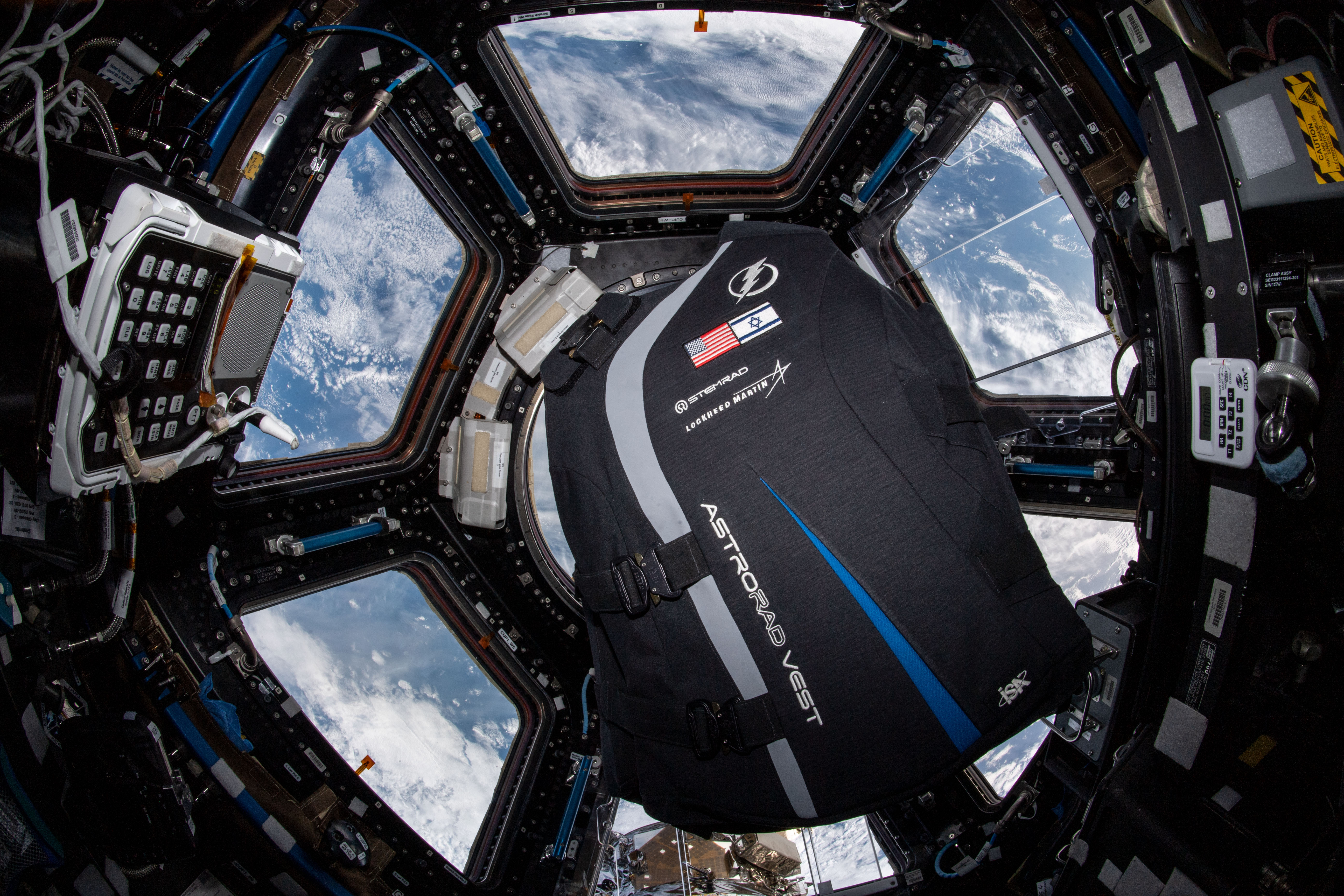
Chaleco AstroRad en la EEI

Junto a Moonikin había dos torsos fantasmas: Helga y Zohar, que participaron en el Experimento de Radiación de Matroshka AstroRad (MARE), en el que la NASA, junto con el Centro Aeroespacial Alemán y la Agencia Espacial de Israel, medirán la exposición a la radiación durante la misión. Zohar está protegido con el chaleco de radiación Astrorad y equipado con sensores para determinar los riesgos de radiación. Helga no usa chaleco. Los fantasmas medirán la exposición a la radiación de la ubicación del cuerpo, con dosímetros pasivos y activos distribuidos en tejidos sensibles y con alta concentración de células madre. La prueba es para proporcionar datos sobre los niveles de radiación durante las misiones a la Luna mientras se prueba la eficacia del chaleco. Además de los tres maniquíes, Orión lleva un Snoopy y Shaun the Sheep de la ESA.
Además de estas cargas útiles funcionales, Artemis 1 también lleva calcomanías, parches, semillas y banderas conmemorativas de contratistas y agencias espaciales de todo el mundo. Una demostración de tecnología llamada Callisto, que lleva el nombre de la figura mítica asociada con Artemis, desarrollada por Lockheed Martin en colaboración con Amazon y Cisco, también está en vuelo a bordo de lo en Artemis 1. Callisto utilizará un software de videoconferencia para transmitir audio y video desde el control de la misión. y use el asistente virtual de Alexa para responder a los mensajes de audio. Además, el público puede enviar mensajes para que se muestren en Callisto durante la misión Artemis 1.

### Cubesats

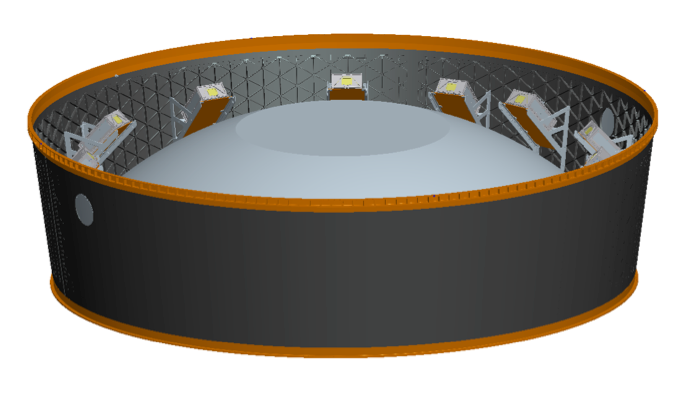
Modelo del cubículo MPCV Stage Adapter para dispensadores con resorte de los 13 CubeSat

También llevó como carga secundaria trece CubeSat de bajo costo con sendas misiones que fueron previamente seleccionadas para el vuelo de prueba Artemisa 1. Todos tienen la configuración de 6 unidades, y fueron ubicados dentro de la segunda etapa en el vehículo de lanzamiento desde el cual serán desplegados. Dos de los CubeSats fueron seleccionados por Next Space Technologies for Exploration Partnership de la NASA, tres por la Dirección de Misión de Exploración y Operaciones Humanas, dos por la Dirección de Misión Científica, y tres fueron elegidos de entre los envíos de los socios internacionales de la NASA. Los CubeSat seleccionados fueron los siguientes:
- ArgoMoon, proporcionó a la NASA el seguimiento de las operaciones que hace el vehículo de lanzamiento a través de la fotografía. Diseñado por Argotec y coordinado por la Agencia Espacial Italiana (ASI), está diseñado para obtener imágenes de la Interim Cryogenic Propulsion Stage (ICPS) de Orión para datos de la misión y registros históricos. Probará tecnología con la que una pequeña nave espacial puede maniobrar y operar cerca del ICPS.[109]
- BioSentinel, experimento astrobiológico, que utilizó levadura con la que fermentará organismos, para detectar, medir y comparar el impacto de la radiación del espacio profundo en los organismos vivos durante largos períodos más allá de la órbita terrestre baja.[108]
- CubeSat for Solar Particles, estudiará las partículas dinámicas y los campos magnéticos que fluyen del Sol[110] y se utilizará como prueba de concepto de la viabilidad de una red de estaciones para rastrear el clima espacial. Diseñado en el Instituto de Investigación del Suroeste.
- EQUULEUS, tomó imágenes de la plasmasfera de que rodea la Tierra para estudiar el ambiente de radiación alrededor de la Tierra mientras realiza pruebas de maniobras de bajo empuje para el control de trayectoria en el espacio entre la Tierra y la Luna.[109] Diseñado por la Agencia JAXA de Japón y la Universidad de Tokio.
- Lunar Flashlight, buscó y mapeó la ubicación de hielo existente en la Luna a una escala de 1 a 2 km dentro de las regiones permanentemente sombreadas del polo sur lunar.[111][112]
- Lunar IceCube, localizará y estudiará evidencia adicional de los depósitos de hielo de agua en la Luna desde una órbita lunar baja. Diseñado en la Morehead State University.
- Lunar Polar Hydrogen Mapper, (LunaH-Map), mapeó hidrógeno dentro de los cráteres cerca del polo sur lunar, midiendo su profundidad y la distribución de compuestos ricos en hidrógeno como el agua. Utilizará un detector de neutrones para medir las energías de los neutrones que interactúan con el material en la superficie lunar. Su misión está planificada para durar 60 días y realizar 141 órbitas de la Luna.[113] Diseñado en la Universidad Estatal de Arizona.[114]
- Near-Earth Asteroid Scout, prototipo de vela solar en forma de CubeSat controlable que será capaz de encontrar asteroides cercanos a la Tierra (NEA).[115] Las observaciones se lograron mediante un sobrevuelo cercano (~10 km) y utilizando una cámara monocromática de grado científico de alta resolución para medir las propiedades físicas del asteroide.[115] Se identificó una variedad de objetivos potenciales según la fecha de lanzamiento, el tiempo de vuelo y la velocidad de encuentro.
- OMOTENASHI, demostró que la tecnología de bajo precio también puede aterrizar y explorar la superficie lunar, realizará mediciones de radiación del entorno cercano a la Luna, así como en su superficie.[109][116] Diseñado por JAXA.
- SkyFire (spacecraft), sobrevoló la Luna y tomará muestras espectroscópicas de la superficie y termografía. Diseñada por Lockheed Martin.

Los tres CubeSats restantes se seleccionaron por medio de una competición que enfrentó a varios CubeSat estadounidenses entre sí en una serie de torneos terrestres conocidos como 'NASA's Cube Quest Challenge', y que fueron anunciados por la NASA Ames el 8 de junio de 2017. La finalidad de la competición era contribuir a abrir la exploración del espacio profundo a naves espaciales no gubernamentales. Estas posibilidades se otorgaron a:
- Cislunar Explorers, demostrarán a la comunidad científica la posibilidad de propulsarse por electrólisis del agua y la navegación óptica interplanetaria para orbitar la Luna. Diseñado por la Universidad de Cornell, Ithaca, Nueva York.
- Earth Escape Explorer, demostrar que las comunicaciones a larga distancia en órbita heliocéntrica son posibles. Diseñado por la Universidad de Colorado en Boulder.
- Team Miles, demostrar que las comunicaciones en el espacio profundo mientras está en órbita heliocéntrica y el uso de propulsores de iones híbridos para controlar la trayectoria de bajo empuje es posible. Diseñado por Fluid and Reason, LLC, Tampa, Florida.

## Alcance de medios

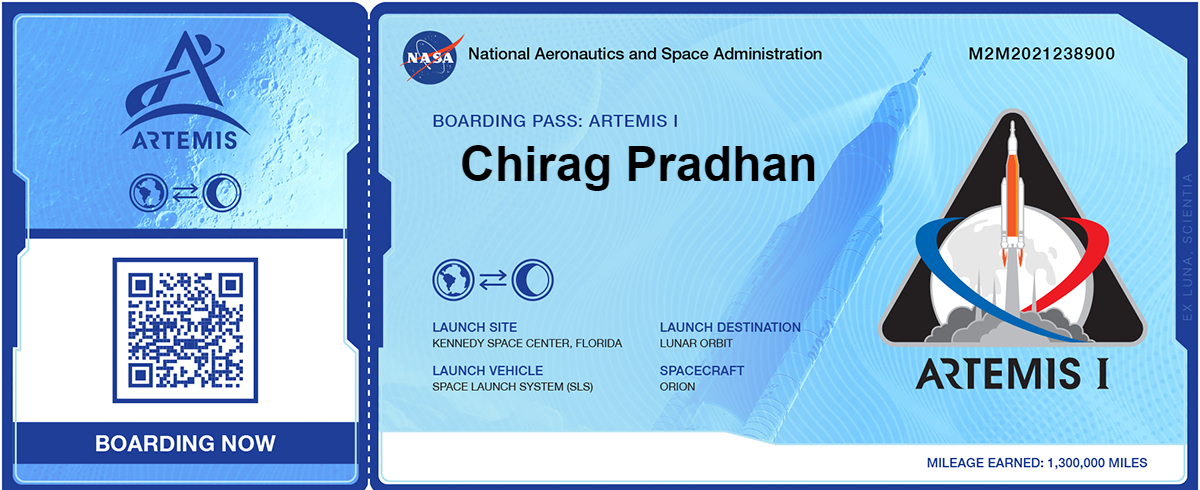
Ejemplo de tarjeta de embarque de recuerdo para aquellos que registraron sus nombres para volar a bordo de la misión Artemis 1

El parche de la misión Artemis 1 fue creado por el equipo de diseñadores de la NASA del SLS, Orion spacecraft y Exploration Ground Systems. El borde plateado representa el color de la nave espacial Orion; en el centro, se representan el SLS y Orion. Tres torres de rayos que rodean el cohete simbolizan el Complejo de Lanzamiento 39B, desde el cual se lanzará el Artemis 1. Las trayectorias de misión rojas y azules que abarcan la Luna llena blanca representan a los estadounidenses y a las personas de la Agencia Espacial Europea que trabajan en Artemisa 1.
El vuelo Artemis 1 se comercializa con frecuencia como el comienzo del programa "Moon to Mars" de Artemis, aunque no existe un plan concreto para una misión tripulada a Marte dentro de la NASA a partir de 2022. Para aumentar la conciencia pública, la NASA creó un sitio web para que el público obtenga una tarjeta de embarque digital de la misión. Los nombres enviados se escriben en un disco duro dentro de la nave espacial Orión. También a bordo de la cápsula se encuentra una copia digital de las 14 000 entradas para el concurso de ensayos Moon Pod organizado por Future Engineers para la NASA.

## Galería

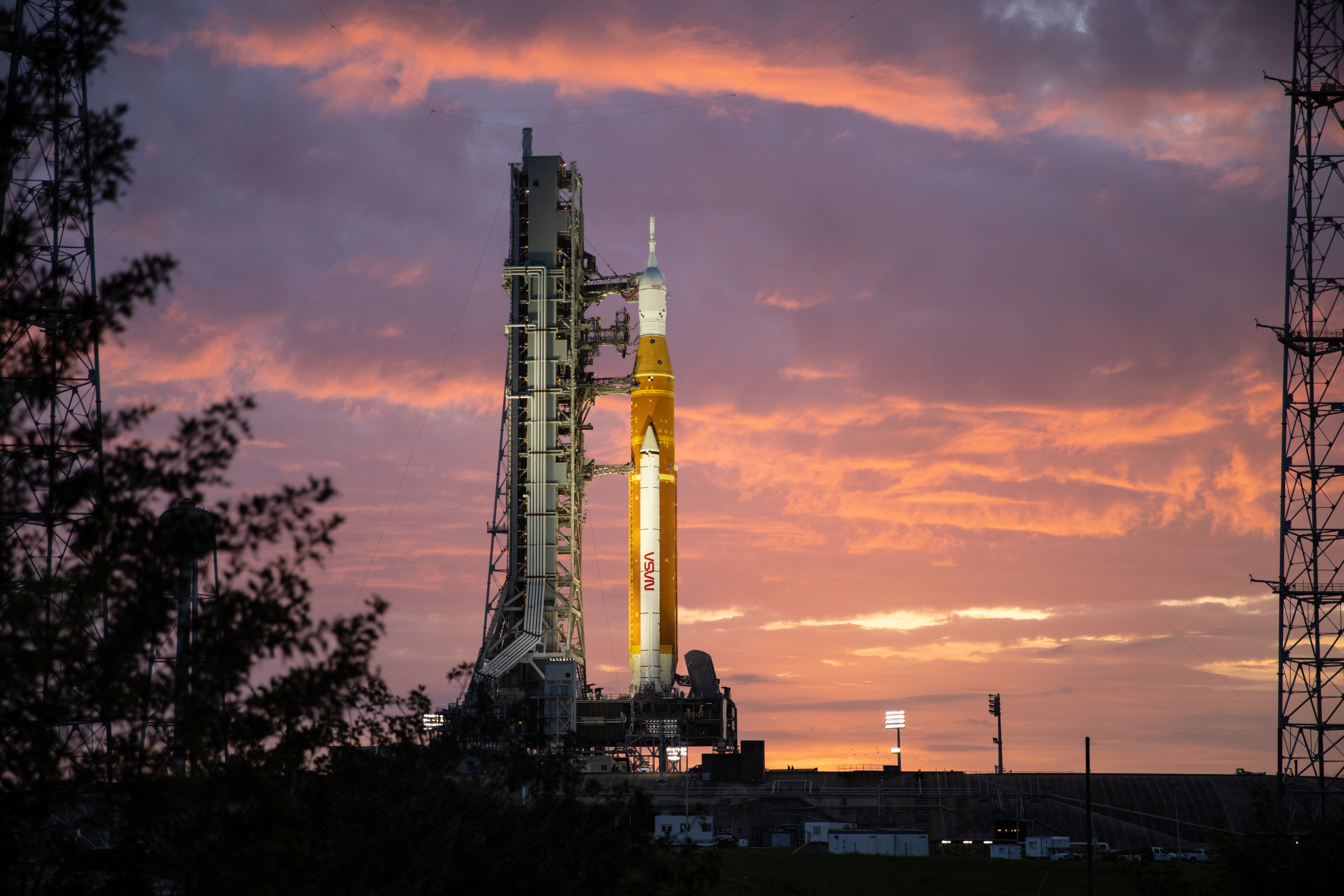
Vista lateral de Artemisa 1
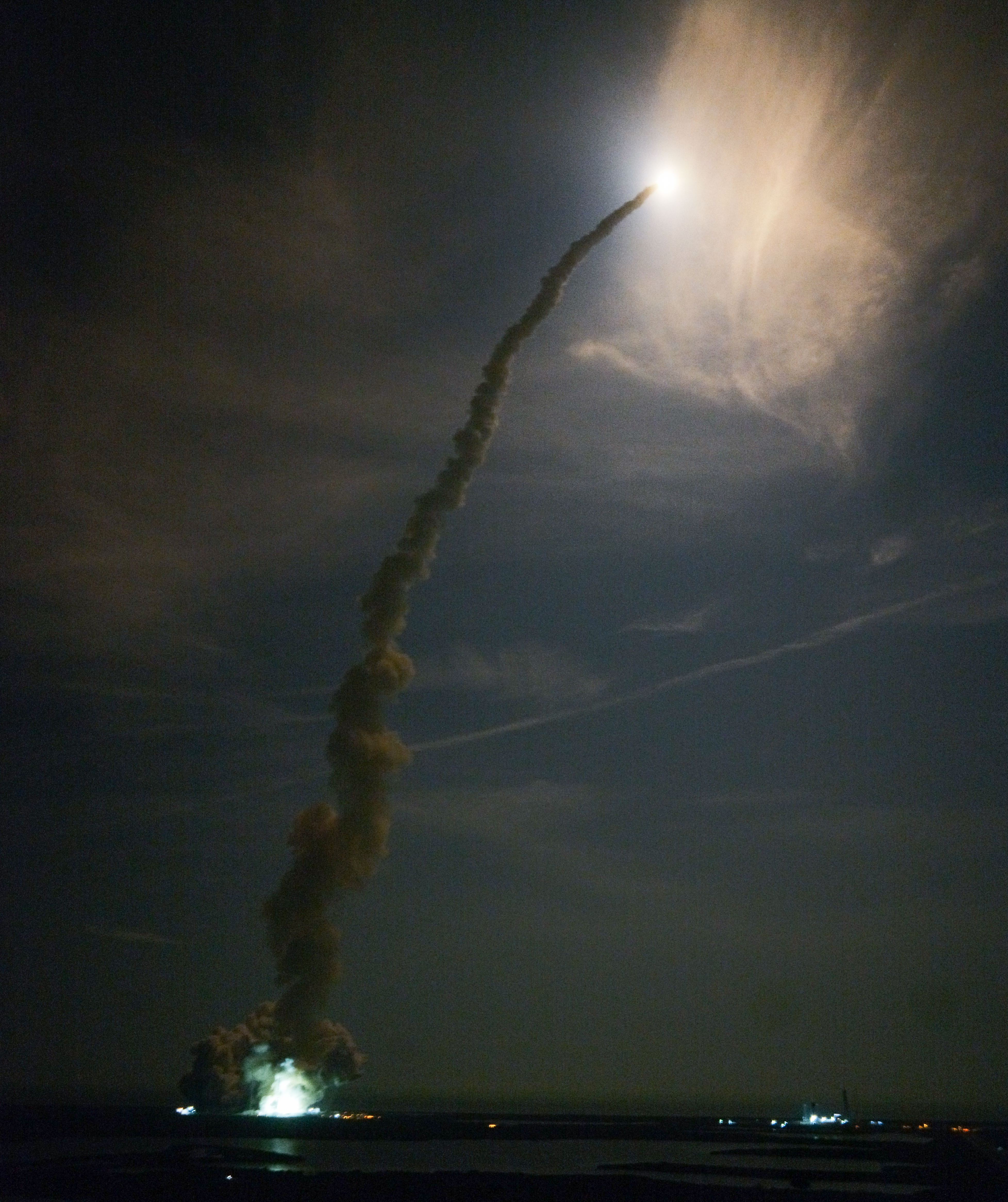
El rastro de la trayectoria de Artemisa 1
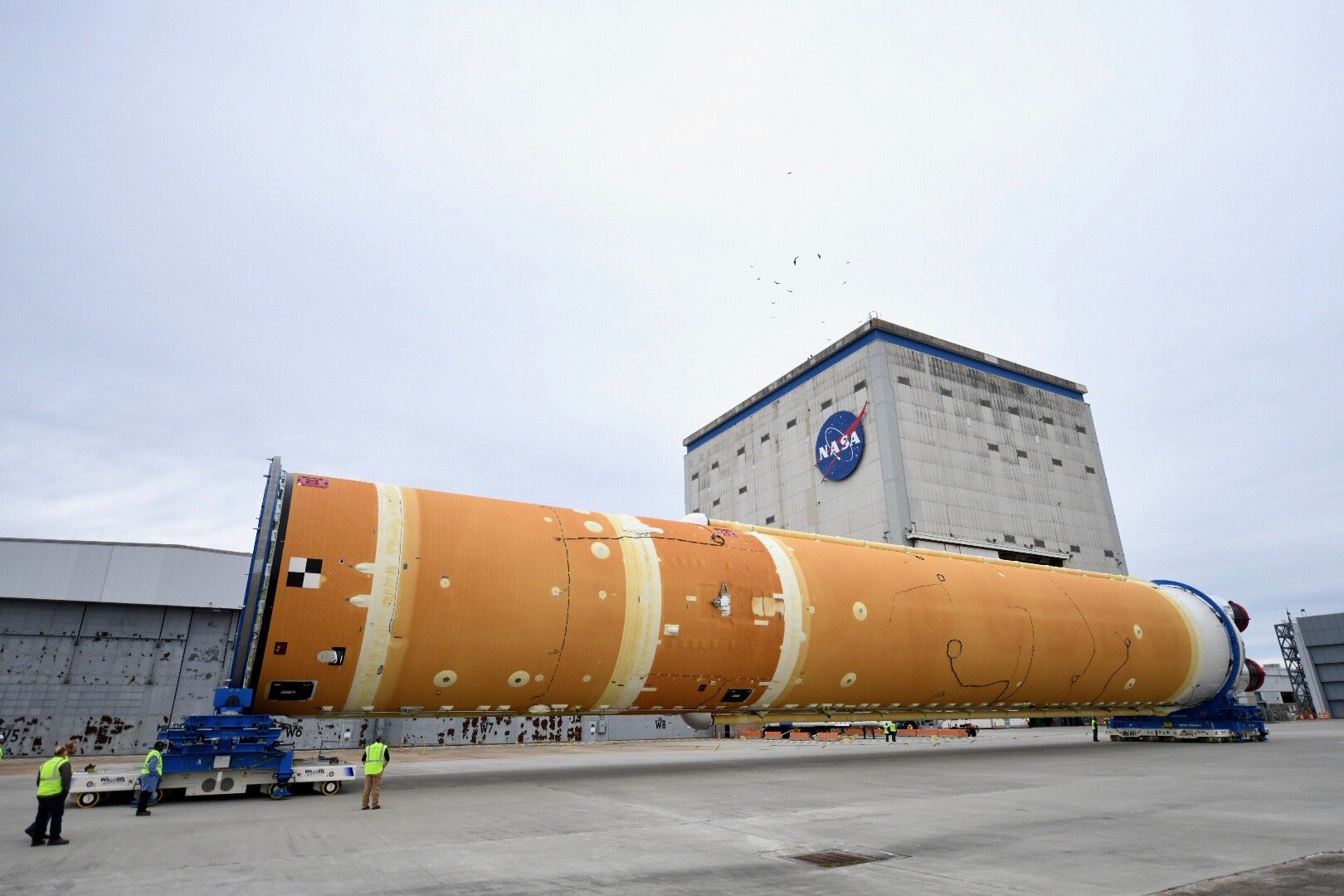
Etapa central de SLS para Artemisa 1
- Reproducción de la trayectoria
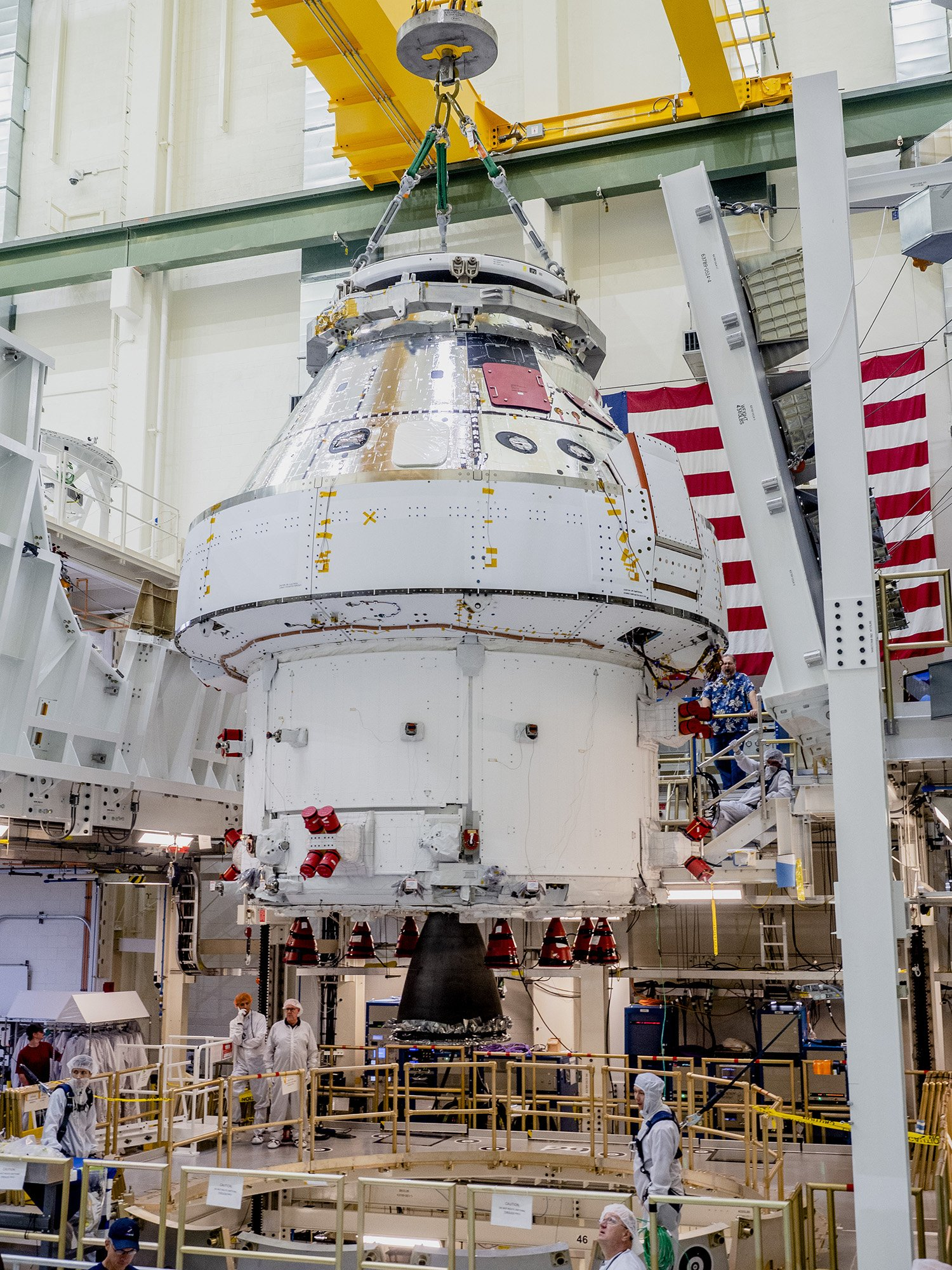
Nave espacial Orion para la Artemisa 1

## Nota
1. ↑  La cápsula Orión fue volada en 2014, pero no toda la nave espacial Orión.